# Tjoeleni (Zee van Ochotsk)
Tjoeleni (Russisch: Тюлений; "robbeneiland") is een eiland in het zuidwestelijke deel van de Zee van Ochotsk op 12 kilometer ten zuidwesten van Kaap Terpenia, het zuidelijkste punt van het gelijknamige schiereiland Terpenia aan de zuidoostzijde van het Russische eiland Sachalin en de Golf van Geduld. Bestuurlijk gezien behoort het tot de gorodskoj okroeg van de stad Poronajsk in de oblast Sachalin. De naam "robbeneiland" is gegeven door de Nederlandse zeevaarder Maarten Vries, die het eiland voorbij voer in 1643.
Het eiland meet 636 meter in de lengte bij een breedte tussen de 40 en 90 meter en een hoogte tot 18 meter. Het vormt een boven zee uitstekende stack van een kustterras, dat bestaat uit conglomeraten uit het Boven-Krijt. Het eiland is volledig kaal en bevat geen zoetwaterbronnen. Het heeft een vlak reliëf met steile hellingen. Aan zuidzijde steekt een later ontstane landtong boven zee uit. Ten noorden van het eiland ligt het rotseilandje Sivoetsji.
Op de brede stranden bevinden zich grote kolonies met noordelijke zeeberen en stellerzeeleeuwen. vanaf 1852 werd het eiland bezocht door robbenjagers. Tegen het einde van de 19e eeuw vond er een ongebreidelde jacht plaats op de beesten, toen er tienduizenden werden verhandeld en de robben er uit dreigden te sterven. Momenteel mogen er alleen beperkte economische activiteiten plaatsvinden en is er een zakaznik ingesteld om de kolonies te beschermen. Schepen moeten minimaal 30 mijl uit de buurt van de robben blijven en een signaal uitzenden wanneer ze naderen en voor vliegtuigen en helikopters is het verboden om boven het eiland te vliegen.
Op de kliffen van het eiland nestelen grote vogelkolonies van onder andere kuifpapegaaiduikers, gehoornde papegaaiduikers, neushoornalken, kuifalken, papegaai-alken, noordse stormvogels, pelagische aalscholvers en drieteenmeeuwen.